# サンガイ・テンジン
サンガイ・テンジン（Sangay Tenzin、2003年9月7日 - ）は、ブータンの競泳選手。男子100m自由形、50m平泳ぎのブータン国内記録保持者。
9歳の時にジェレフで競泳を始めた。2019年からはFINAの奨学金プログラムの支援を受けて、タイのプーケットでトレーニングしている。
2019年に光州で開催された世界水泳選手権に同大会初のブータン代表の一人として出場した。
2021年の東京オリンピックの男子100m自由形に出場し、予選でブータン国内記録を更新した。開会式ではアーチェリー選手のカルマと共に旗手を務めた。閉会式でも個人で再び旗手を務めた。

## 主な戦績
| 年   | 大会           | 開催地     | 種目       | 順位             | 記録      | 備考     |
| ---- | -------------- | ---------- | ---------- | ---------------- | --------- | -------- |
| 2019 | 世界水泳選手権 | 光州       | 50m自由形  | 予選敗退 (125位) | 29秒49    |          |
| 2019 | 世界水泳選手権 | 光州       | 100m自由形 | 予選敗退 (120位) | 1分07秒28 |          |
| 2021 | オリンピック   | 東京       | 100m自由形 | 予選敗退 (68位)  | 57秒57    | 国内記録 |
| 2022 | 世界水泳選手権 | ブダペスト | 100m自由形 | 予選敗退 (91位)  | 57秒69    |          |
| 2022 | 世界水泳選手権 | ブダペスト | 200m自由形 | 予選敗退 (61位)  | 2分08秒36 | 自己記録 |

## 記録
| 種目             | 記録      | 年月日         | 場所       | 備考     |
| ---------------- | --------- | -------------- | ---------- | -------- |
| 50m自由形        | 27秒32    | 2022年4月10日  | タイ       |          |
| 100m自由形       | 57秒57    | 2021年7月27日  | 日本       | 国内記録 |
| 200m自由形       | 2分08秒36 | 2022年6月19日  | ハンガリー |          |
| 400m自由形       | 5分04秒48 | 2022年4月6日   | タイ       |          |
| 50m平泳ぎ        | 36秒88    | 2020年10月25日 | タイ       | 国内記録 |
| 50mバタフライ    | 30秒01    | 2022年4月9日   | タイ       |          |
| 200m個人メドレー | 2分33秒63 | 2022年4月10日  | タイ       |          |